# Giorgio Paganin
Giorgio Paganin (* 24. April 1962 in Asiago) ist ein ehemaliger italienischer Eisschnellläufer.

## Werdegang
Paganin kam bei italienischen Meisterschaften jeweils zweimal auf den zweiten sowie dritten Platz und startete international erstmals in der Saison 1979/80. Bei der Mehrkampfeuropameisterschaft 1981 in Deventer lief er auf den 30. Rang im Großen Vierkampf und erreichte in der Saison 1983/84 bei der Mehrkampfeuropameisterschaft 1984 in Larvik den 29. Platz im Großen Vierkampf. Zudem belegte er bei den Olympischen Winterspielen 1984 in Sarajevo den 35. Platz über 1500 m, den 33. Rang über 500 m sowie den 32. Platz über 1000 m. International startete er letztmals in der Saison 1984/85 und errang dabei bei der Sprintweltmeisterschaft 1985 in Heerenveen den 30. Platz. Sein Bruder Giovanni Paganin war ebenfalls als Eisschnellläufer aktiv.

## Erfolge

### Olympische Spiele
- 1984 Sarajevo: 32. Platz 1000 m, 33. Platz 500 m, 35. Platz 1500 m

### Sprint-Weltmeisterschaften
- 1985 Heerenveen: 30. Platz Sprint-Mehrkampf

### Mehrkampf-Europameisterschaften
- 1981 Deventer: 30. Platz Großer Vierkampf
- 1984 Larvik: 29. Platz Großer Vierkampf

## Persönliche Bestzeiten
| Disziplin | Zeit         | Datum             | Ort         |
| --------- | ------------ | ----------------- | ----------- |
| 500 m     | 39,09 s      | 26. Januar 1985   | Davos       |
| 1000 m    | 1:17,76 min  | 26. Januar 1985   | Davos       |
| 1500 m    | 2:01,45 min  | 29. Dezember 1983 | Inzell      |
| 3000 m    | 4:22,92 min  | 25. November 1984 | Innsbruck   |
| 5000 m    | 7:36,82 min  | 2. Januar 1982    | Inzell      |
| 10.000 m  | 16:02,40 min | 16. Januar 1982   | Klobenstein |